# Alcaldía del Municipio Baruta (Venezuela)

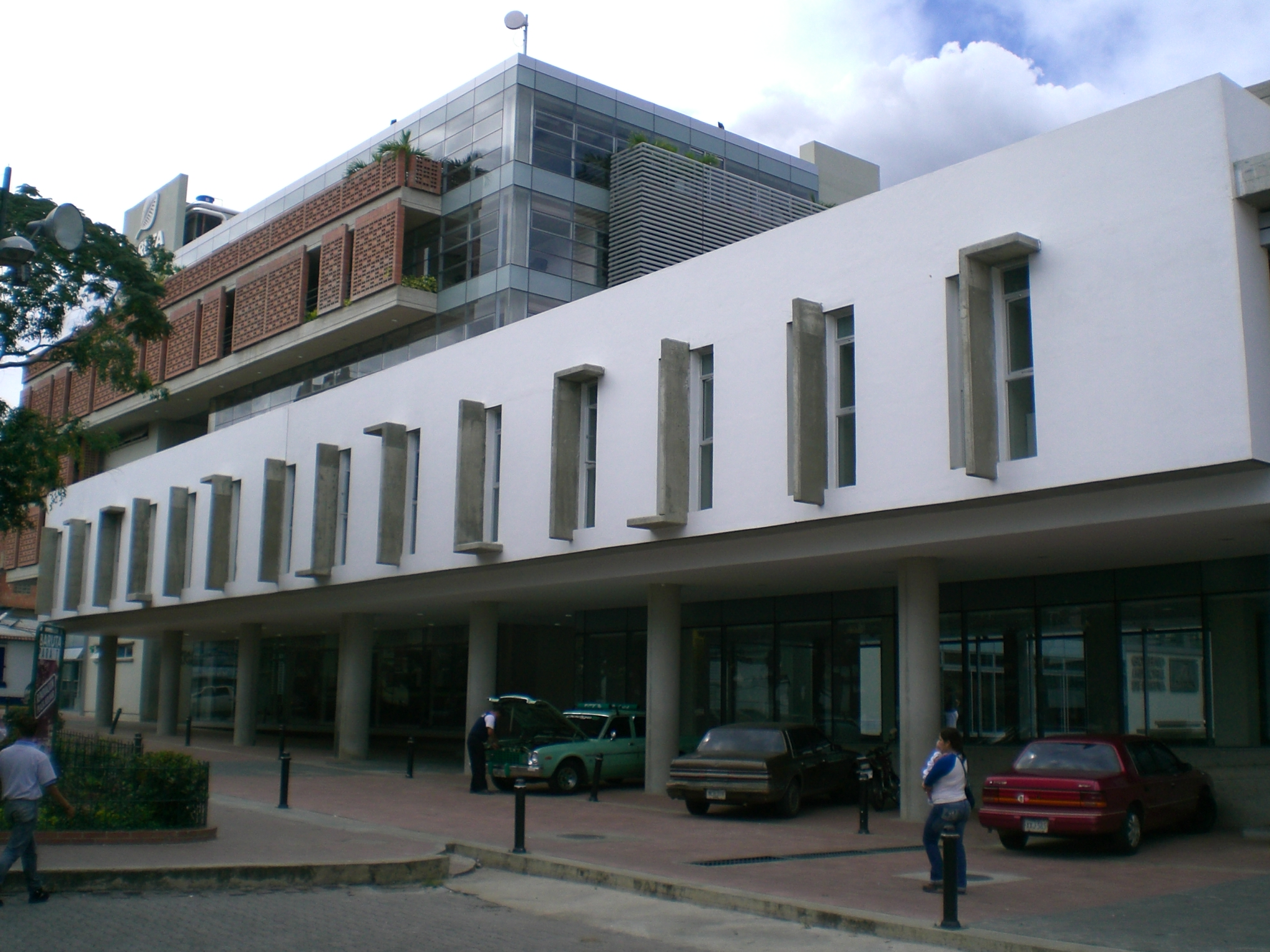
Sede de la alcaldía del municipio Baruta.

La alcaldía del municipio Baruta es el ente gubernamental que administra, fiscaliza, coordina y ejecuta las actividades dentro del Municipio Baruta, el cual, se ubica en la zona este del Área Metropolitana de Caracas, Venezuela, exactamanete en el Estado Miranda. La nueva sede se ubica en el Casco del Pueblo de Baruta, al sureste de la Ciudad y su actual Alcalde es Darwin González.
Dentro de la Alcaldía se encuentra los distintos departamentos que planean y ejecutan las Obras Públicas para el municipio como son: El Departamento de Seguridad, de Saneamiento, Dirección de Riesgos, Dirección de Vialidad, Dirección de Fiscalización, entre otros.
El gobierno municipal de Baruta cuenta con una fuerza local policial, muy bien equipada, con patrullas, motos, helicópteros, armas modernas, efectivos de tránsito y vialidad, etc. La Policía del municipio recibe órdenes directas del alcalde y de las Autoridades de los Ministerios del Poder Popular para las Relaciones Interior y de Justicia, de la Defensa y del Ministerio Público.
Desde años anteriores, los alcaldes han realizado programas y planes de desarrollo y urbanismo, que han dado resultados como las siguientes localidades:
- Las Mercedes
- Colinas de Bello Monte.
- Terrazas del Club Hípico.
- Pueblo de Baruta.

La Alcaldía está subordinada a dos Entes Superiores del Estado Venezolano, como lo son la Alcaldía Mayor de Caracas y a la Gobernación del Estado Centro Occidental de Miranda, a los cuales, debe rendirles cuenta de sus obligaciones económicas y gestión municipal.
- Datos: Q5664008